# Masset (Columbia Britannica)
Masset è un villaggio del Canada, che si trova sull'arcipelago Haida Gwaii. Amministrativamente appartiente al distretto regionale di Skeena-Queen Charlotte dellaColumbia Britannica.

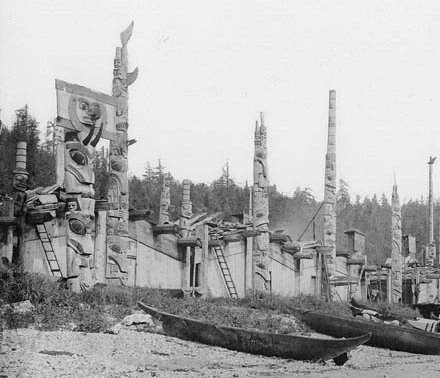
Antichi totem ed abitazione degli Haida